# Rebel·lió anglesa de 1088
La Rebel·lió del 1088 o Revolta del 1088 fou una revolta de nobles anglesos i s'inicià després de la mort de Guillem el Conqueridor al voltant de Pasqua de l'any 1088. Enfrontà als partidaris de Robert III de Normandia i els del seu germà i rei d'Anglaterra Guillem II

## Antecedents
El rei d'Anglaterra Guillem I decidí repartir els seus dos territoris, el Ducat de Normandia i el recentment conquerit Regne d'Anglaterra entre els seus dos fills grans, Guillem i Robert. El seu fill gran Robert fou Duc de Normandia i al seu segon fill Guillem, el preferit del seu pare, li tocà el Regne d'Anglaterra. Tanmateix, els nobles normands tenien possessions a banda i banda del Canal de la Mànega, fet que dificultà greument les seves posicions en haver de retre vassallatge a dos sobirans diferents i en aquell moment enfrontats. El cronista Orderic Vitalis escrigué:
"Què hem de fer? Ara que el nostre senyor és mort, dos homes joves han reeixit i precipitadament han dividit la noblesa d'Anglaterra i de Normandia. Com podem servir dos senyors que són tan diferents i distants l'un de l'altre? Si servim Robert, Duc de Normandia, dignament, ofendrem el seu germà Guillem, i estarem despullats per ell dels nostres grans ingressos i propietats a Anglaterra. D'altra banda, si obeïm a Guillem el Rei, el Duc Robert ens privarà de totes les nostres terres heretades a Normandia."
Finalment els nobles Decidiren unir-se per desfer-se de Guillem i unir Normandia i Anglaterra sota un rei solter, el Duc Robert. Els rebels foren dirigits pels germanastres més vells de Guillem el Conqueridor, Odó de Bayeux i Robert, Comte de Mortain, essent Odó l'inspirador de la revolta.
A les files dels rebels hi havia els nobles més poderosos d'Anglaterra: dels deu terratinents més grans del Llibre de Domesday, sis se'n comptaven entre els rebels i geogràficament abarcaven des de Kent, controlat per Odó, Northumberland, controlat per Robert de Mowbray, fins a Norfolk amb Roger Bigod, i el gran magnat Roger de Montgomery a Shrewsbury. L'estratègia dels rebels era suposar que Robert invairia Anglaterra per mar des de Normandia, i mentrestant, Otó i els altres nobles rebels provocarien la guerra a Anglaterra.

## La rebel·lió
Amb l'arribada de la primavera de l'any 1088, els nobles rebels saquejaren terres del rei i dels seus seguidors per proveir els seus propis castells i fortaleses, reforçades en temps de Guillem I, tot esperant la resposta reial. La seva intenció fou esperar que el rei mogués fitxa mentre ells submergien el regne en el caos.
Amb tot, Guillem II prometé als seus seguidors tants diners i terres com volguessin i convencé al poble anglès prometent-los "la millor llei que mai hagi estat en aquesta terra". Això tingué un efecte positiu, ja que permeté que diverses guarnicions regionals es veiessin reforçades per camperols. Finalment, atacà els rebels personalment. En un setge de sis setmanes al Castell de Pevensey capturà Odó, líder de rebels Odó.
En un cop de sort per a Guillem i els seus partidaris, Robert no pogué desembarcar a Anglaterra a causa d'una tempesta al Canal de la Mànega. Mentrestant Guillem prengué el castell de Rochester i, amb el fracàs de l'arribada de Robert, els rebels es veieren obligats a rendir-se donant per acabada la revolta.
Sorprenentment, els nobles rebels no foren executats. Diu Orderic Vitalis, dirigint-se al rei:
"...si remet la seva ràbia contra aquests homes [els rebels] i benèvolament els reté amb vostè, o com a mínim els permet marxar en pau, gaudirà dels beneficis de la seva amistat i revisarà en moltes ocasions futures. Potser aquest home que t'ha atacat més tard t'obeeixi com a amic."
Odó, abans l'home més ric d'Anglaterra, fou despullat de les seves pertinences i desterrat a Normandia, mentre que al seu germà Robert de Mortain se li permetia quedar-se a Anglaterra i quedar-se les seves propietats. Roger de Montgomery s'havia unit al rei després de les promeses de terres i diners. Intel·ligentment Guillem es quedà aquells nobles que necessitava i expulsava els que eren una amenaça.